# Леляк юкатанський
Леля́к юкатанський (Nyctiphrynus yucatanicus) — вид дрімлюгоподібних птахів родини дрімлюгових (Caprimulgidae). Мешкає на півострові Юкатан.

## Опис

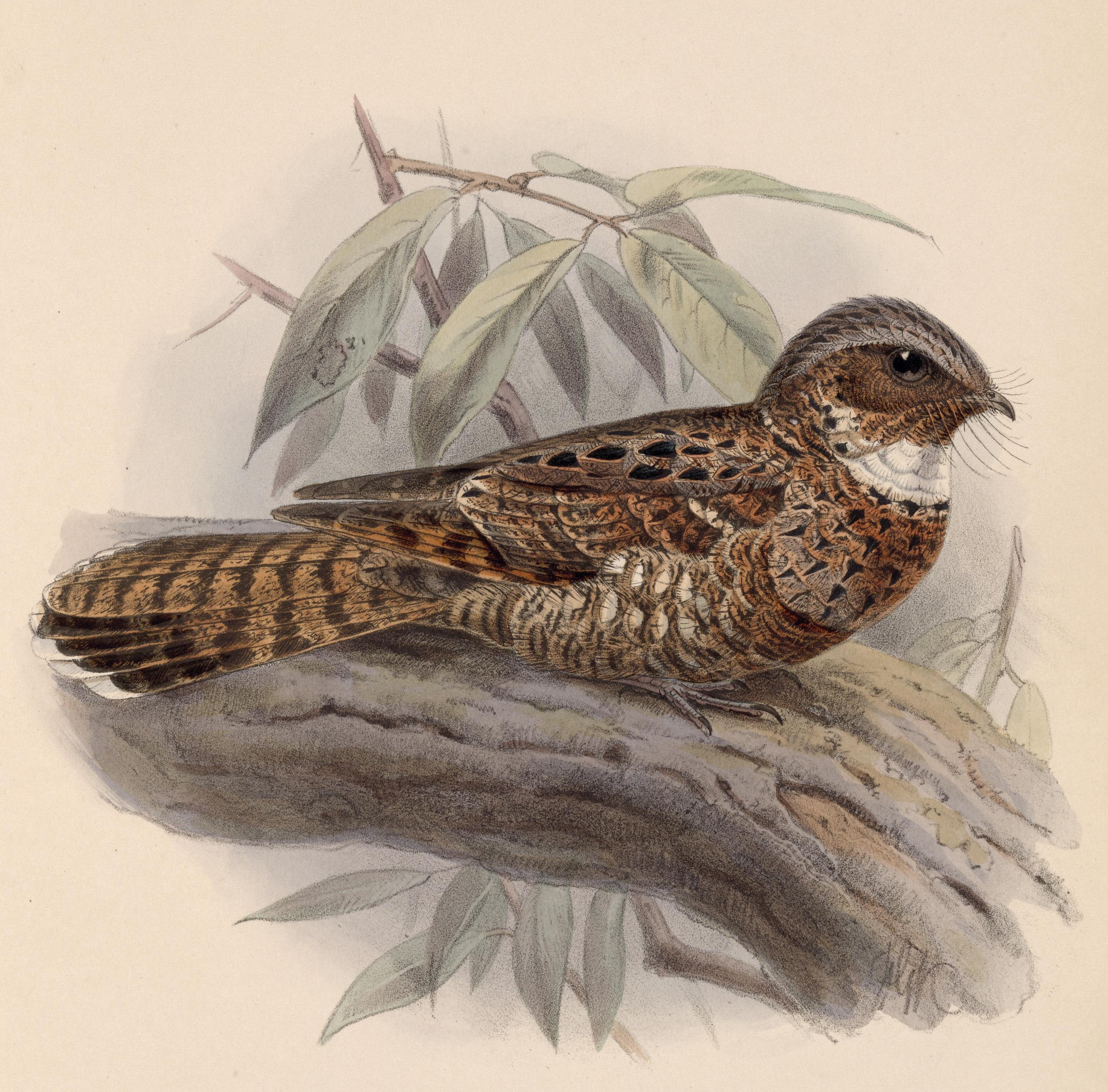

Довжина птаха становить 19,5-22 см, вага 22-28 г. Існує коричнева і руда морфи, остання є поширеною переважно серед самиць. У представників коричневої морфи забарвлення є переважно темно-сіро-коричневе, поцятковане бурими, сірими і чорними смужками. Обличчя темно-коричневе або чорнувато-буре, поцятковане коричневими смужками. На потилиці і шиї слабо виражений охристий "комір", на горлі біла пляма. Нижня частина тіла бурувато-сіра, поцяткована чорними смужками. Хвіст тьмяно-чорнуватий, поцяткований сіруватими і охристими плямками, крила округлої форми. 4 крайні пари стернових пер мають широкі білі кінчики. У представників рудої морфи забарвлення є переважно рудувато-коричневим. 

## Поширення і екологія
Юкатанські леляки мешкають в мексиканських штатах Кампече, Юкатан (за винятком північного узбережжя) і Кінтана-Роо, на північному сході Гватемали та на півночі Белізу. Вони живуть в сухих тропічних лісах, на узліссях, в рідколіссях і чагарникових заростях, на полях і плантаціях. Зустрічаються на висоті до 250 м над рівнем моря. Ведуть присмерковий і нічний спосіб життя. Живляться комахами, яких ловлять в польоті. Сезон розмноження в Гватемалі з квітня по червень. Відкладають яйця просто на голу землю. В кладці 2 жовтувато-охристих яйця, поцяткованих коричневими плямками.

## Збереження
МСОП класифікує цей вид як такий, що не потребує особливих заходів зі збереження. За оцінками дослідників, популяція юкатанськиз леляків становить від 20 до 50 тисяч птахів.